# Jean Baptiste Deffense
Jean Baptiste Deffense (Émines, 28 de agosto de 1888 - Rio de Janeiro, 18 de novembro de 1969) foi um empreendedor e industrial belga.

## Empresas
Em 1924, após o término da Primeira Guerra Mundial fundou na Bélgica a empresa Poteaux Cavan que tinha negócios na França e em Luxemburgo. No final da década de 1920 criou em Lisboa a indústria Sociedade Portuguesa Cavan que fabricava postes e tubulões em concreto para a rede elétrica, com fábricas em Angola e Moçambique. 
No início da Segunda Guerra Mundial mudou para a cidade do Rio de Janeiro aonde fundou a empresa Postes Cavan. Além de postes passou a fabricar dormentes para ferrovias de concreto protendido.